# Frauenalplspitz
Der Frauenalplspitz 2369 m ü. NHN bildet zusammen mit dem Frauenalplkopf 2351 m ü. NHN einen Doppelgipfel am westlichen Hauptkamm des Wettersteingebirges. Er liegt in unmittelbarer Nähe der Meilerhütte und ist von dort eher einfach zu erreichen.